# Premio Iberoamericano de Narrativa Manuel Rojas
Der Premio Iberoamericano de Narrativa Manuel Rojas ist ein chilenischer Literaturpreis für erzählende Literatur aus Iberoamerika. Der Preis ist neben einer Medaille und einem Diplom mit 60.000 USD dotiert (Stand 2021) und wird seit 2012 jährlich vom chilenischen Consejo Nacional de la Cultura y las Artes in Santiago de Chile vergeben. Benannt ist der Preis nach dem chilenischen Journalisten, Dichter und Schriftsteller Manuel Rojas (1896–1973), speziell unter Bezug auf seinen Roman Hijo de ladrón aus dem Jahr 1951.

## Preisträger
- 2021: Mempo Giardinelli (Argentinien)
- 2020: nicht vergeben (aufgrund der COVID-19-Pandemie)
- 2019: María Moreno (Argentinien)
- 2018: Juan Villoro (Mexiko)
- 2017: Hebe Uhart (Argentinien)
- 2016: César Aira (Argentinien)[3]
- 2015: Margo Glantz (Mexiko)
- 2014: Horacio Castellanos Moya (El Salvador)
- 2013: Ricardo Piglia (Argentinien)
- 2012: Rubem Fonseca (Brasilien)